# Neohouzeaua puberula
Neohouzeaua puberula är en gräsart som först beskrevs av Mcclure, och fick sitt nu gällande namn av Tai Hui Wen. Neohouzeaua puberula ingår i släktet Neohouzeaua och familjen gräs. Inga underarter finns listade i Catalogue of Life.